# Miniera di Caporciano
La miniera di Caporciano è una miniera di rame, ubicata a circa un chilometro dall'abitato di Montecatini Val di Cecina (PI), ed è stata attiva, anche se non ininterrottamente, dall'epoca etrusca fino al 1907. Nel XIX secolo è stata la miniera di rame più grande d'Europa, ed ha dato il nome alla società Montecatini, che dopo la fusione con Edison, diventò il colosso chimico minerario Montedison. Dal 2001 è interessata da un'opera di restauro, finanziata dalla Comunità Europea, dalla provincia di Pisa e dal Comune di Montecatini Val di Cecina, e dal 2003 è stato creato il "Museo delle Miniere".

## Geologia
Il minerali estratti dalla miniera furono:
- Calcopirite: Solfuro di rame e ferro. Nel gergo dei minatori era chiamata “rame giallo” o “pirite di rame”
- Bornite: Solfuro di rame e ferro. Nel gergo dei minatori era chiamata “rame paonazzo” od “erubescite”
- Calcocite: Solfuro di rame.  Nel gergo dei minatori era chiamata “rame grigio”

## La storia

### L'età etrusca e romana
Nell'epoca etrusca, il minerale estratto da Caporciano, grazie alla forza commerciale della vicina Volterra, al tempo capitale di una lucumonia, veniva esportato in tutta la penisola ed in Grecia. Dal porto di Luni in minerale veniva commerciato nell'Italia del nord, e da quello di Populonia raggiungeva Cere e Dicearchia (Pozzuoli) per poi essere smistato verso Sibari ed essere ceduto ai mercanti greci. Nel sito di Caporciano, nonostante le rudimentali tecniche dell'epoca, l'estrazione era particolarmente semplice. I pozzi venivano aperti dove in minerale era evidente, oppure sul fondo dei fossati, dove il veniva raggiunto con più facilità. Le rocce venivano attaccate a colpi d'ascia e portate in superficie con recipienti di legno o pelli. La fusione avveniva in prossimità del pozzo, in forni alla “catalana”, cioè in fosse poco profonde rivestite di pietra, dove il materiale, sommariamente sgrossato, veniva sistemato a strati alterni con legna resinosa. Con il passaggio sotto il dominio di Roma l'attività estrattiva proseguì, nonostante la città di Volterra, per essere stata tagliata fuori dalle principali arterie della viabilità romana, avesse perduto parte della propria importanza. Il cambiamento fu nella manodopera: gli etruschi utilizzavano operai specializzati, i romani invece gli schiavi provenienti dalla Germania e dalla Gallia. Nel 476 d.C., in seguito alla caduta dell'impero romano ed a causa dell'invasione dei Visigoti, l'attività della miniera di Caporciano cessò.

### La ripresa dell'attività dal XV al XVIII sec.
Il primo documento che indica una ripresa delle attività estrattive è datato 21 maggio 1433. Si tratta di uno scritto che precisava l'esistenza di un edificio, dove sfruttando l'acqua di un ruscello, si lavoravano e fondevano minerali. Si ha notizia della prima concessione nel 1466. Il Comune di Volterra concedeva i diritti di sfruttamento a tale Mariano di Matteo di Roma per 24 anni dietro pagamento di una tassa e dell'8% degli utili a partire dal quarto anno. Dopo il sacco fiorentino di Volterra del 1472, anche il territorio e le miniere di Montecatini passarono sotto l'autorità della Signoria di Firenze, che non cambiò le procedure per l'assegnazione delle concessioni, salvo per le imposte che venivano pagate direttamente a Firenze. In quest'epoca vennero scoperte nuove vene cuprifere, raggiunte per mezzo di gallerie. Con la fusione, che veniva effettuata a Caporciano ed a Miemo, in una o più fasi, al materiale veniva data forma di “panicci” e “migliacci”, per arrivare alla forma definitiva di “massegli”. La produttività della miniera era molto alta per l'epoca, da un documento risulta che il gestore della miniera, tale Bartolomeo di Bonifazio, si impegnava a produrre in tutto l'anno 1478, 200 000 libbre di rame raffinato in massegli (circa 670 quintali). La produzione veniva poi commerciata nei mercati di Pisa, Lione ed Avignone. Nel 1547 l'attività della miniera risulta di nuovo ferma, Cosimo de' Medici, figlio di Giovanni delle Bande Nere, tentò di riattivarla chiamando una squadra di specialisti dall'Ungheria, diretti da Giovanni Zeglier, i quali giudicarono positivamente il sito di Caporciano, ma il tentativo fallì a causa di problemi tecnici. Ebbe più fortuna Francesco I, che nel 1581 si affidò a Bernardo Buontalenti, che stimò la capacità di produzione della miniera in 800 libbre al giorno per tre anni. La miniera rimase in attività fino alla pestilenza del 1630. Debellato il morbo, l'attività poté riprendere solo per un breve periodo nel 1636. In quegli anni il crollo di una galleria causò la morte di molti lavoratori e quindi una nuova chiusura della miniera. Il pozzo dove avvenne la sciagura fu chiamato “la buca di Nardone” dal nome del capomastro che vi rimase sepolto. Per nuovi tentativi di riattivazione si dovrà aspettare il 1740, quando furono fatti dei saggi di fusione con del minerale raccolto in località Le Cave: su 180 libbre di materiale grezzo se ne ottennero 65 di rame, un risultato eccellente per l'epoca. Un tentativo di riapertura nel 1751 da parte di una compagnia costituita dall'avvocato livornese Giuseppe Calzabigi, incoraggiato da una relazione positiva sul sito redatta da due esperti svedesi, e commissionata da Giovanni Targioni Tozzetti, non ebbe buon esito. Stessa sorte per lo svizzero Guglielmo Aubert, che chiese al Granduca la concessione per lo sfruttamento nel 1760. Questi nominò tale Enrico Daniel direttore dei lavori, ma l'insuccesso fu tale che l'Aubert finì per portarlo in tribunale.

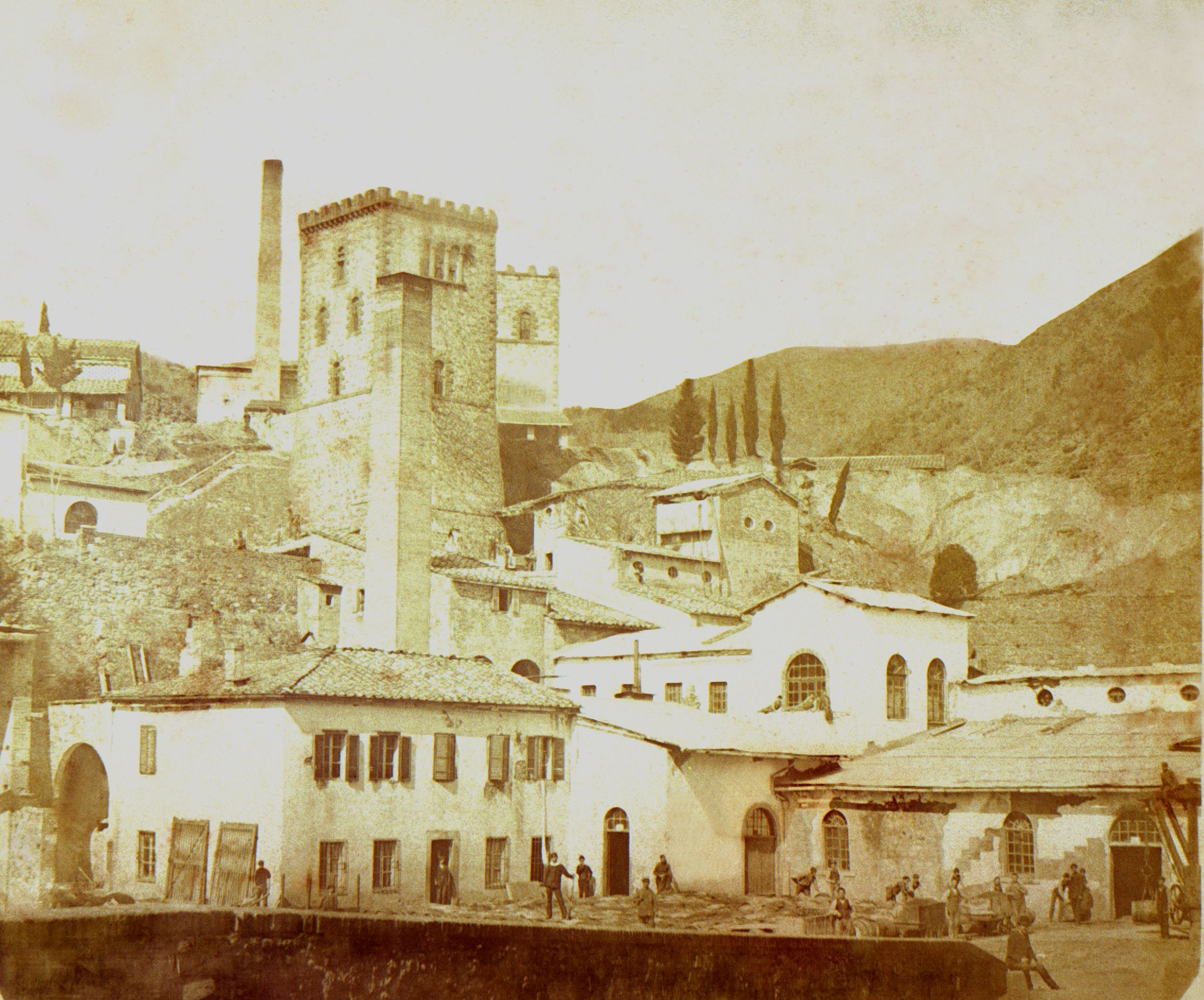
L'ingresso della miniera come si presentava alla fine dell'Ottocento

### La miniera di rame più grande d'europa: il XIX sec.
Il decollo industriale della miniera ha inizio nel 1827, quando una società formata da Giacomo Leblanc, Sebastiano Kleber e Luigi Porte, nata su iniziativa di quest'ultimo, riuscì a riattivare la miniera. Il problema principale fu il reperire manodopera specializzata, perciò furono assunti due tecnici minerari tedeschi, Augusto Schneider e Sigismondo Hiller, che all'epoca operavano presso la miniera di carbone di Caniparoli (Sarzana). La produzione dei primi anni, nonostante la scoperta di un grosso masso cuprifero, risentì delle travagliate vicende societarie. La morte del Kleber, il ritiro di Leblanc ed il tentativo fallito di Porte di trovare nuovi capitali tra le compagnie minerarie della Cornovaglia, decretarono nel 1837 lo scioglimento della società. La produzione continuò grazie al subentro di una nuova società formata dai fratelli Hall e da Francis Joseph Sloane, che confermarono lo Schneider e Pietro Igino Coppi alla direzione. Il 1837 fu anche l'anno della visita alla miniera del Granduca Leopoldo II, che poté rendersi conto della drammatica situazione sociale ed economica in cui si trovava il popolo di Montecatini. Lo Schneider, vista la natura della mineralizzazione, filoniana nella parte superficiale, di ammasso in profondità, adottò due sistemi diversi di coltivazione: per tagli montani uniti da camini nel caso di filoni e per gradini dritti a sezioni affiancate nel caso di ammassi più estesi. Le parti esaurite erano colmate con roccia sterile. Nel 1840 vi erano 143 lavoratori impegnati nell'attività mineraria. Nel 1873 la proprietà della miniera passò al conte Boutorline, associato ad uno dei fratelli Hall. Sotto di lui, si ebbero i primi fermenti di lotta per il miglioramento delle condizioni di lavoro, che avrebbero portato negli anni futuri ad importanti conquiste, come la costituzione della “Società di mutuo soccorso”. Il 26 marzo 1888 fu costituita a Firanze la "Società Anonima delle Miniere di Montecatini", che in seguito diventerà la Montecatini spa. Sotto questa proprietà (sede sociale in via Spada 1, Firenze, con alla Presidenza Gio. Batta Serpieri) la miniera arrivò ad occupare oltre 200 lavoratori, tra adulti che erano impiegati nel sottosuolo, e ragazzi di età non inferiore a 12 anni ai quali erano riservate le lavorazioni all'esterno, non erano invece accettate donne. Verso la fine del secolo, a causa del mancato ammodernamento del processo produttivo e dell'aumento dei costi per l'estrazione del materiale, che avveniva a profondità sempre maggiori, iniziò il declino della miniera di Caporciano. Nel 1902 la società Montecatini decise di ridurre progressivamente l'attività, per evitare disordini sociali, il 30 giugno 1903 decretò la sospensione di ogni attività lavorativa. Alcuni lavoratori, incoraggiati da un temporaneo aumento del prezzo del rame, tentarono un'esperienza di autogestione fondando l'”Impresa Operaia”, che operò con un regolare contratto di appalto con la Montecatini spa. Nel 1907 con un nuovo abbassamento del prezzo del rame, la miniera chiuse definitivamente. Negli anni cinquanta furono fatte delle ricerche con il metodo della polarizzazione spontanea, che fornirono risultati incoraggianti nella zona tra il Poggio alla Croce e Monte Massi, ma successive ricerche nelle gallerie ebbero esito negativo. Il 24 aprile 1963 ci fu la chiusura definitiva della miniera. La produzione della miniera di Caporciano nei suoi ultimi 80 anni è stimata in 30 000 tonnellate di rame metallico.

## Il processo produttivo nell'Ottocento
Come si è detto, i sistemi di escavazione erano due: dove la roccia era tenera veniva attaccata con picconi a due punte, e l'avanzamento veniva effettuato per mezzo di camini e di tagli a sezioni; dove la roccia risultava dura e compatta, veniva attaccata per mezzo di mine e cunei d'acciaio. L'estensione totale di gallerie fu di 35 chilometri, quella dei pozzi fu di 10. Le gallerie normalmente non venivano armate, in quanto generalmente si aprivano in rocce dure e resistenti, solo nelle parti dove la roccia risultava più tenera le gallerie venivano armate in legno, ferro, o muratura. Il materiale scavato veniva trasportato tramite vagoncini o carrette e scaricato nelle tramogge presenti in ogni piano, quindi portato in superficie nei mastelli del montacarichi del pozzo principale. Il montacarichi all'inizio era azionato da cavalli, in seguito fu adottato un moderno argano a vapore della potenza di 25 HP, alimentato da due caldaie a bassa pressione. Il minerale più compatto, subiva una prima cernita all'interno della miniera e veniva estratto separatamente, non avendo bisogno di ulteriore lavorazione, quindi diviso per dimensioni e per qualità. Il materiale con piccole quantità di minerale, invece subiva un trattamento di scelta meccanico detto lavaggio. In questa fase, il materiale veniva scaricato sopra una griglia di ferro e disgregato con un getto d'acqua ed un attrezzo detto “marra”, in modo da dividere le parti più fini, che passavano al di sotto della griglia, da quelle più grandi. Queste ultime subivano un ulteriore processo di frantumazione per mezzo di due impianti chiamati “rompitore a mascelle” e “cilindri trituratori”. Alla fine del processo di lavorazione il materiale veniva suddiviso per grandezza e densità attraverso dei buratti, quindi selezionato e venduto.

## La questione sociale
Sotto la proprietà del conte Boutorline ci furono delle agitazioni tra i lavoratori che rivendicavano alcuni diritti sociali. Nel 1879 la proprietà acconsentì alla creazione di una “Società di mutuo soccorso”, un fondo per sostenere i bisogni sociali dei lavoratori. I lavoratori rifiutarono la costituzione di tale società, per la pretesa della proprietà di gestirne i fondi, prelevati dai salari dei lavoratori, senza una propria partecipazione finanziaria. La vicenda si concluse con il licenziamento di 16 minatori, rei di aver strappato la pubblicazione con l'avviso della costituzione della società. L'idea della “Società di Mutuo Soccorso” fu riproposta dalla proprietà nel 1884, dopo la morte del Boutourline, con l'impegno da parte dei datori di lavoro al versamento di una quota mensile nel fondo. Una caduta del prezzo del rame rese più precarie le condizioni di lavoro nella miniera, l'abbassamento dei salari fu la causa dello sciopero del 9 marzo 1888 e delle dimissioni del direttore Aroldo Schneider, contrario alle scelte della proprietà. Nel 1891 fu costituita la Società di Mutuo Soccorso, con lo scopo di aiutare i minatori senza lavoro. Presidente di tale società fu nominato Gian Battista Serpieri, già presidente della Montecatini. Nel 1903 la miniera, considerata non più produttiva, fu chiusa, dopo che erano già stati licenziati 60 lavoratori. Per un breve periodo la miniera fu autogestita dai lavoratori, in accordo con la Montecatini. Fu un'illusione, nel 1907 ci fu la chiusura definitiva.

## Bibliografia

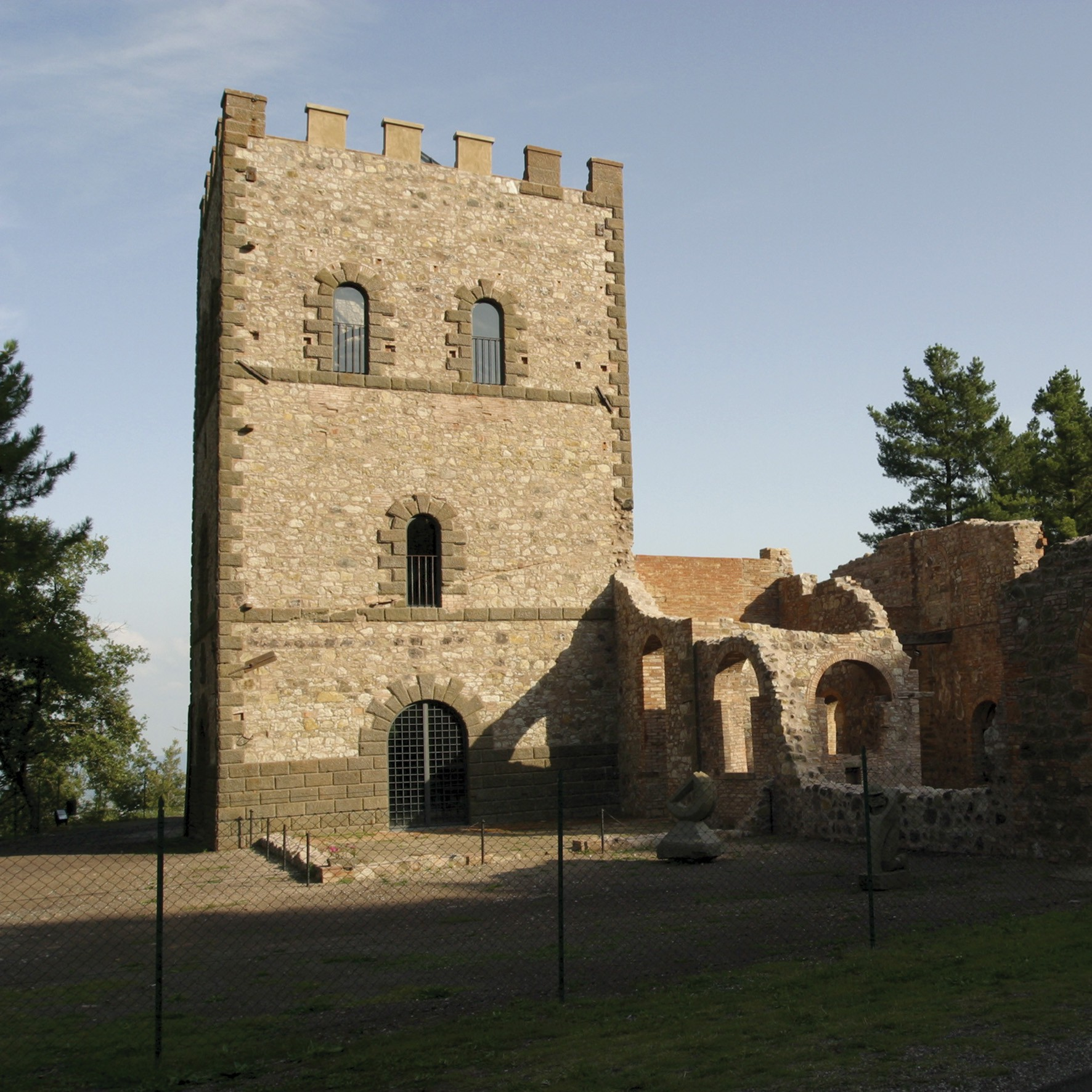
Il pozzo Alfredo
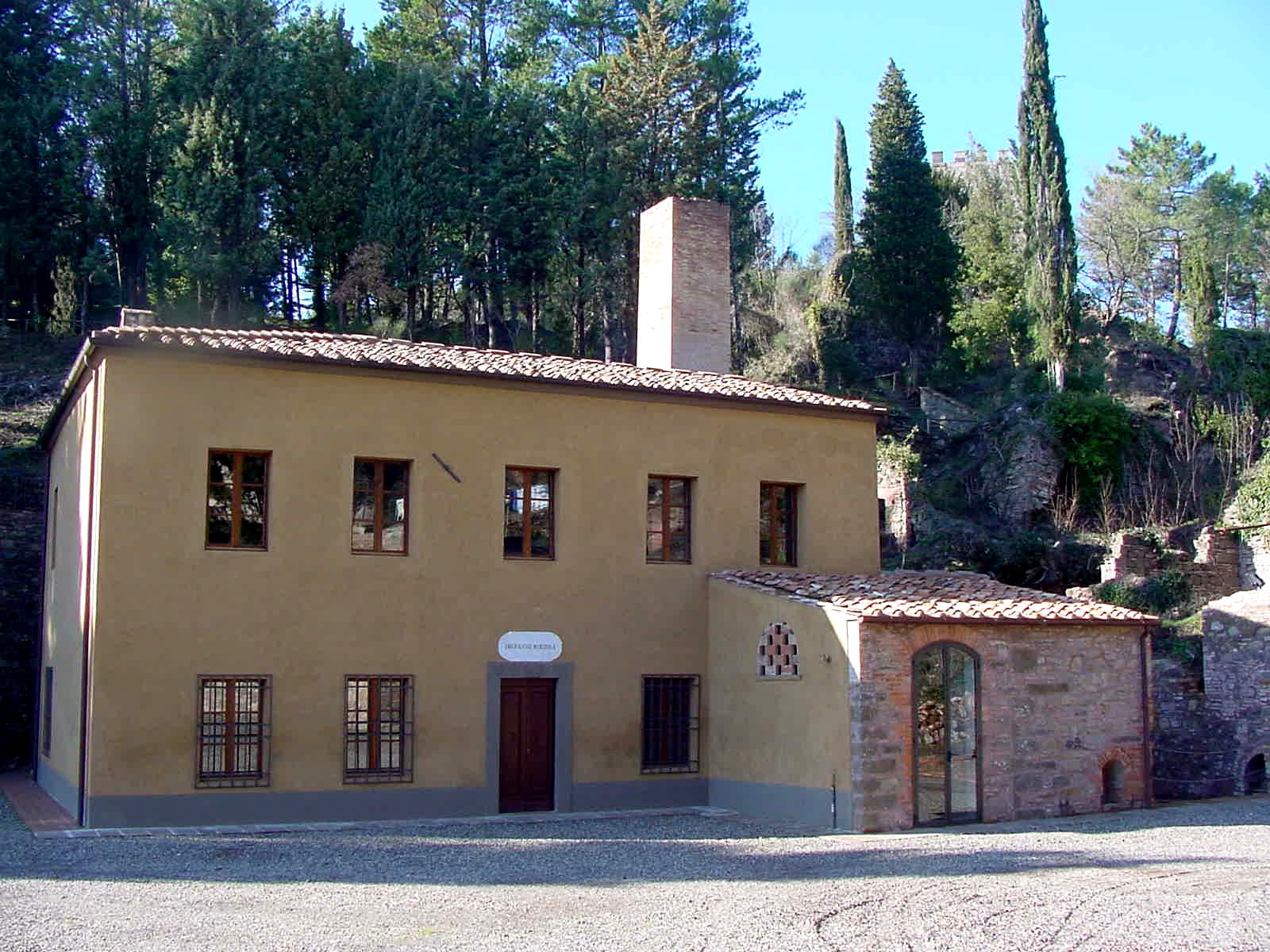
L'ingresso della miniera come si presenta oggi